# Philippe Henry
Pour les articles homonymes, voir Henry.
Philippe Henry, né le 23 avril 1971 à Charleroi, est un homme politique belge, membre du parti Ecolo.
De 2019 à 2024, il est ministre du Climat, des Infrastructures, de l'Énergie et de la Mobilité au sein du gouvernement Di Rupo III.

## Biographie

### Formation
Diplômé ingénieur civil en 1995, il termine également un Master en management en 1997. Pendant ses études à l'Université de Liège, il est un fondateur de la Centrale des Cours de la Faculté des Sciences Appliquées, il est également président de la Fédé, la délégation étudiante de l'ULg, puis de la Fédération des étudiants francophones en 1994-1995, année de forte mobilisation étudiante en Belgique francophone contre le décret "Lebrun", un décret refondant le supérieur en Hautes écoles, en fusionnant les nombreuses écoles supérieures non-universitaires.
De septembre 1995 à mars 1996, il est chercheur en Technology Assessment (Université de Namur) et septembre 1995 à août 1997, il est assistant en algorithmique et en analyse numérique (Université de Liège). Il est ensuite Ingénieur de recherche (UCLouvain) de septembre 1997 à juillet 1999.

### Parcours politique
Ayant rejoint le parti Ecolo en 1997, il est élu député régional et communautaire en 1999 et le reste jusqu'en 2004.
Conseiller communal à Sprimont et Directeur politique d'Ecolo, il fut également à la suite des élections législatives du 10 juin 2007 député fédéral.
Le 16 juillet 2009, il devient ministre wallon de l'environnement, de l'aménagement du Territoire, de la mobilité, du transport et des sites désaffectés au sein du gouvernement Demotte II.
Réélu député wallon de l'arrondissement de Liège en 2014, il devient également sénateur de communauté. Cinq ans plus tard, lors des élections régionales du 26 mai 2019, ses 2 852 voix de préférence ne lui permettent pas d'être réélu. Néanmoins, il est choisi par les militants de son parti pour rentrer dans le Gouvernement Di Rupo III, au détriment de Manu Disabato,. Il obtient la vice-présidence du gouvernement wallon et le poste de ministre du Climat, des Infrastructures, de l'Énergie et de la Mobilité dans le gouvernement Di Rupo III. Il prête serment le 13 septembre 2019.

## Décoration
- Grand officier de l'ordre de Léopold (2024)[10].